# Абель, Отенио
Оте́нио А́бель [ О т э́ н и о ] (нем. Othenio Abel, полное имя — Othenio Lothar Franz Anton Louis Abel; 20 июня 1875[…], Вена — 4 июля 1946[…], Мондзее, Верхняя Австрия) — австрийский палеонтолог и эволюционный биолог, иностранный член-корреспондент АН СССР (1927) по разряду биологических наук (палеонтология) Физико-математического отделения.

## Биография
Отец Отенио Абеля был преподавателем в садоводческой школе и доцентом Сельскохозяйственного института в Вене. Абель обучался в гимназии, где начал коллекционировать ископаемые органические остатки. Продолжил образование на юридическом факультете Венского университета, но значительное время уделял естественным наукам, особенно ботанике. В 1898 году стал ассистентом кафедры геологии, которую возглавлял Э. Зюсс. В 1899 году защитил диссертацию на тему «Титонские слои близ Нидерфеллабруна в Нижней Австрии и их соотношение с нижневолжским ярусом» («Die Thitonschichten von Niederfellabrunn in Niederpổsterreich und deren Beziehungen zur unteren Wolgastufe»), сдал экзамен по геологии и палеонтологии и получил учёную степень доктора философии.
Некоторое время работал в Горной школе в Леобене, в 1900—1907 годах сотрудничал с Геологической службой Австрии. С 1900 года был приглашённым сотрудником Королевского музея естественной истории в Брюсселе, где познакомился с бельгийским палеонтологом Л. Долло, ставшим его учителем и другом. В 1901 году Абель получил должность приват-доцента палеонтологии в Венском университете, в 1907 году стал экстраординарным профессором, в 1912 году — ординарным профессором палеонтологии. Одновременно возглавил отдел палеобиологии, который в 1917 году был преобразован в Палеобиологический институт Венского университета, где с 1917 по 1934 год занимал должность профессора палеонтологии и палеобиологии. Был членом и вероятным руководителем христианско-социалистической националистической антисемитской свободной ассоциации «Беренхёль» (с нем. — «Медвежья берлога»). Организация была основана в университете после распада Австро-Венгрии университетскими профессорами и преподавателями, которые опасались, что здесь может случиться «захват власти коммунистами-евреями». В 1927—1928 годах — декан, в 1932—1933 годах — ректор Венского университета. В 1934 году вышел на пенсию, однако с 1935 года принял должность профессора палеонтологии Гёттингенского университета и до 1941 года работал с новыми коллекциями университетского музея. В 1941 году вышел в отставку, вернулся в Австрию и основал в Зальцбурге Институт биологической естественной истории, просуществовавший недолгое время. После закрытия Института он до последних дней жизни продолжал заниматься наукой.
Скончался 4 июля 1946 года в местечке Пишелы около Мондзе. С 1985 года Австрийская академия наук за выдающиеся труды в области палеобиологии или палеонтологии каждые два года вручает премию Отенио Абеля. Именем учёного названа одна из аудиторий Венского университета. Сын Отенио Абеля Вольфганг — антрополог, член НСДАП с 1933 года, участвовал в принудительной стерилизации рейнландских бастардов после Первой мировой войны и расовых исследованиях на материале советских военнопленных в 1942 году.

## Научная деятельность и основные труды
Абелю принадлежат работы по палеобиологии отдельных групп животных, следам жизнедеятельности вымерших организмов, методам палеобиологических исследований. Изучал в основном ископаемых позвоночных. Сторонник неоламаркизма. В некоторых вопросах эволюции органического мира стоял на виталистических позициях. Внёс вклад в разработку проблем палеобиологии. Последователь Луи Долло. Некоторые историки приписывают Абелю введение в науку термина «палеобиология», хотя этот термин был предложен А. д' Аршиаком.
Ранние труды Абеля, опубликованные в 1898—1905 годах, связаны с геолого-палеонтологическим изучением Венского бассейна. Так, работа Die Sirenen der mediterranen Tertiärbildungen Österreichs (1904) посвящена изучению сирен. Затем он сосредоточился на морских позвоночных, в частности китообразных.
В работах по филогенезу морских позвоночных Die Stammesgeschichte der Meeressäugetiere (1907) и генеалогии морских млекопитающих The genealogical history of the marine mammals (1908) впервые предстал как крупный морфолог-эволюционист. Установил некоторые закономерности и причинные связи эволюционного процесса китообразных. При этом он рассматривал морфологические особенности организма и весь организм — носитель этих особенностей в связи с условиями жизни — как известный тип приспособления. Выяснил, в частности, что обычный черноморский дельфин вида Anacharsis orbus представляет собой реликт Сарматского моря.
Л. Долло в 1893 году кратко сформулировал правило необратимости эволюции: организм не может вернуться, даже частично, к прежнему состоянию, пройденному в процессе развития его предками. В монографии Grundzüge der Paläobiologie der Wirbeltiere (1911) Абель для этого правила ввел термин «закон Долло» и несколько расширил его формулировку. Абель считал, что орган, редуцированный в процессе развития, никогда не достигает вновь своего прежнего уровня, а исчезнувший орган никогда не восстанавливается. Если приспособление к новому образу жизни (например, при переходе от хождения к лазанию) сопровождается утратой органов, которые имели большое функциональное значение при прежнем образе жизни, то при возвращении к старому образу жизни эти органы никогда не возникают вновь; они заменяются иными органами.
Труды Л. Долло, В. О. Ковалевского и Г. Осборна побудили Абеля к разработке нового направления в науке — палеобиологии. В первой части монографии Grundzüge der Paläobiologie der Wirbeltiere (1912) Абель писал, что он вводит термин «палеобиология» для той отрасли естественных наук, которая исследует приспособляемость ископаемых организмов и ставит своей задачей выяснение их образа жизни. Палеобиология, по его мнению, была направлена на изучение филогенетических связей. Книга Абеля не получила широкой известности, но со временем ученое сообщество признало за автором право называться основоположником палеобиологии, и он навсегда останется в истории науки первым профессиональным палеобиологом.
В 1921 году опубликовал работу о методах и целях палеобиологического исследования Die Metodhen und Ziele der Paläobiologieschen Forschung, в 1925 году вернулся к этой теме в труде Geschichte und Methode der Rekonstruktion vorzeitlicher Wirbeltiere.
В работе Das biologische Trägheitgesetz (1928) сформулировал «закон инерции», для демонстрации действия которого использовал как пример филогенетический ряд развития непарнокопытных (лошадей). «Закон инерции» представляет собой простую констатацию того факта, что процесс филогенеза может быть реконструирован лишь постольку, поскольку его предшествующие (более древние) стадии развития преемственно (следовательно, инерционно и причинно) связаны с последующими (более поздними). Абель утверждает, что «закон инерции» выражается как в сохранении однажды достигнутого состояния специализации, так и в прямолинейно восходящей специализации, которая проявляется в ходе ортогенетического развития.
В 1912 году посетил раскопки известного местонахождения ископаемых остатков млекопитающих позднемиоценового возраста в Пикерми (Греция), описанного в 1872 году А. Годри. В 1914 году выдвинул предположение, что находки в древности черепов карликовых слонов стали причиной рождения мифа о циклопах, поскольку центральное носовое отверстие в черепе слона могло быть принято за гигантскую глазницу.
После Первой мировой войны принимал деятельное участие в раскопках знаменитого местонахождения в Драконовой пещере около с. Микстница в Штрии. Результаты изучения Абелем ископаемых остатков пещерного медведя и других доисторических животных, а также следов доисторического человека, найденных в пещере, вошли в коллективную трехтомную монографию «Die Drachenhöhle bei Mixnitz in Steiermark» (1931).
В 1931 году вышла в свет книга Абеля о месте человека среди позвоночных Die Stellung des Menschen im Rahmen der Wirbeltiere. Эту тему он развивал в работах Vorzeitliche Lebensspure (1935) и Die vorzeitlichen Tierreste im deutschen Myphus, Brauchtum und Volksglauben (1939).
Общее число его публикаций превышает 250. Абель издавал научно-популярные книги о жизни древних животных Die Tiere der Vorwelt (1914) и Lebensbilder aus der Tierwelt der Vorzeit (1922). В 1916 году вышла монография о цефалоподах Paläobiologie der Cephalopoden aus der Gruppe der Dibranchiaten. Он писал учебники по общей палеонтологии Allgemeine Paläontologie (1917) и палеозоологии Lehrbuch der Paläozoologie (1920). В 1926 году Абель описал свои наблюдения и исследования во время путешествия по Америке (Amerikafahrt: Eindrücke, Beobachtungen und Studien eines Naturforschers auf einer Reise nach Nordamerika und Westindien). В 1929 году изучал в Южной Африке современную и ископаемую фауну на средства, выделенные ему фондом Рокфеллера.